# 默奇山
84°38′S 65°25′W / 84.633°S 65.417°W
默奇山（英語：Mount Murch）是南極洲的山峰，位於伊利沙伯女皇地，處於蘇達姆山以南9公里，屬於彭薩科拉山脈中帕圖克森特山脈的一部分，海拔高度1,100米，美國地質調查局根據測量和美國海軍拍攝的空中照片繪入地圖，現時由南極條約體系管理。